# 4 janvier 2011
Le mardi 4 janvier 2011 est le 4e jour de l'année 2011.

## Décès
- Mohamed Bouazizi 	Jeune vendeur ambulant qui s'est immolé par le feu le 17 décembre à Sidi Bouzid .
- Mick Karn 	Instrumentiste (guitare basse) et compositeur anglais.
- Dick King-Smith 	Écrivain britannique.
- Michel Lefèbvre 	Footballeur français.
- Coen Moulijn 	Footballeur néerlandais (1954-1972), ailier international (1956-1969).
- Ali-Reza Pahlavi 	Fils cadet du dernier chah d'Iran déchu.
- Gerry Rafferty 	Chanteur écossais de pop rock, soft rock et folk rock.
- Salmaan Taseer 	Homme politique et homme d'affaires pakistanais, gouverneur de la province du Pendjab.

## Événements
- Éclipse partielle vue au lever du soleil ce matin depuis l'Europe et l'Afrique du Nord[1].
- Salmaan Taseer, gouverneur de la principale province du Pakistan, le Pendjab, assassiné à Islamabad par l'un de ses gardes du corps[2].
- La Grèce menace d'ériger une clôture le long de sa frontière avec la Turquie pour empêcher le flux migratoire envers l'Europe[3].
- En Australie, les inondations du Queensland se multiplient et le gouvernement australien craint pour son économie[4].
  - Des serpents et crocodiles menacent les 75 000 habitants de Rockhampton dans le nord-est du pays[5].
- La Russie tente de dégager cinq navires, avec à leur bord plus de 500 personnes, pris dans la glace en mer d'Okhotsk[6],[7].
- Une jeune canadienne âgée de 10 ans, Kathryn Aurora Gray, passionnée en astronomie, découvre une supernova[8].
- Un homme âgé de 51 ans, Cornelius Dupree, disculpé d'un viol et d'un braquage, après 30 années de prison, par test ADN[9].
- De nombreux internautes du site 4chan déclarent la guerre aux sites français[10].